# Fronteira Etiópia–Somália
A fronteira entre a Etiópia e a Somália é a linha que limita os territórios de Etiópia e Somália. De norte para sul, começa na tríplice fronteira Etiópia-Somália-Djibuti, seguindo de forma irregular para sudeste até atingir o paralelo 8 N, que segue até chegar ao meridiano 48 E. Aí faz uma inflexão para sudoeste, até atingir o rio Shebelle, um dos mais importantes da Somália. Segue depois uma linha irregular até terminar junto à cidade fronteiriça queniana de Mandera.

## História
Em 1961, menos de um ano depois de a Somália aceder à independência, as suas tropas enfrentaram os soldados da Etiópia ao longo da fronteira. Em 1964 novas tensões surgiram numa guerra regional menor. Em ambos os casos, a Somália foi derrotada. Os somalis no nordeste do Quénia também tentaram sem êxito mudar o governo no início da década de 1960. 
No entanto, entre Etiópia e Somália, deu-se a sangrenta Guerra de Ogaden (em 1977-1978), o mais sério conflito armado no Corno de África no século XX. Começando no Verão de 1977, quando unidades do SNA (exército somali) e guerrilhas da WSLF, um movimento somali que se opunha à incorporação de Ogaden na Etiópia, ocuparam vastas zonas de Ogaden e forçaram o exército etíope ao acantonamento em fortalezas como Jijiga, Harer, e Dire Dawa durante cerca de oito meses. A intenção era a secessão de Ogaden, que não foi conseguida.